# خالد محمد عبد العزيز
خالد محمد عبد العزيز هو شاعر وسياسي يمني. ولد عام 1945 في المكلا في محافظة حضرموت. تلقى تعليمه الأولي في المكلا ثم سافر إلى السودان ومصر والعراق طلباً للعلم. انضم إلى حركة القوميين العرب ثم في الجبهة القومية. تولى عدداً من المناصب السياسية حيث كان وزيراً للعدل والأوقاف بعدن. عمل بالأمانة العامة لجامعة الدول العربية في دمشق ثم في تونس. له مساهمات في الشعر الغنائي وطبع له ديواني شعر.